# Celulosa Arauco y Constitución
Celulosa Arauco y Constitución, conocida como Celco, Celulosa Arauco o simplemente Arauco es una empresa chilena dedicada a la fabricación de pulpa de celulosa, madera aserrada, paneles y energía renovable. Forma parte del grupo Empresas Copec, a su vez parte del Grupo Angelini.
La compañía tiene presencia industrial en once países y provee productos para las industrias del papel, del vestuario, la construcción, el embalaje, la mueblería y la energía.
Celulosa Arauco y Constitución es una sociedad anónima constituida en septiembre de 1979 como resultado de la fusión de Celulosa Arauco S.A. (1967) y Celulosa Constitución S.A. (1969), ambas empresas de la Corporación de Fomento de la Producción privatizadas en 1977 y 1979, respectivamente.

## Inversiones
En 2022, la empresa firmó un acuerdo de inversión por US $3 mil millones con el Gobierno de Mato Grosso do Sul para la construcción de una futura planta de celulosa. Esta iniciativa, denominada “Proyecto Sucuriú”, está sujeta a una serie de variables que se encuentran en estudio; entre ellas, las condiciones de mercado, el permiso de impacto ambiental, la evaluación de la oferta de madera y la aprobación del Directorio. En caso de que las condiciones así lo permitan, se podría iniciar la etapa de construcción de esta nueva planta el año 2025. Esta tendría una capacidad de producción de 2,5 millones de toneladas de fibra corta, y estaría ubicada a 50 km de la localidad Inocência, sector que ofrece una serie de beneficios desde el punto de vista logístico.
En diciembre de 2022 se puso en operación el Proyecto de Modernización y Ampliación de la Planta Arauco (Proyecto MAPA) en la comuna de Arauco. La iniciativa contempló una inversión total de US $2.800 millones e incluyó la detención de la línea 1 de producción, la modernización de la línea 2 existente y la incorporación de una nueva línea de producción (Línea 3) equipada con tecnología de última generación. Este desarrollo se suma a la nueva planta de tratamiento de efluentes, construida previamente. La capacidad total de producción alcanza las 2.100.000 toneladas, generando además un excedente de aproximadamente 166 MW de energía renovable que es inyectado al Sistema Eléctrico Nacional (SEN).
En abril de 2019, Arauco inaugura en Míchigan la planta de paneles Grayling, que constituye la mayor inversión chilena en EE. UU. La planta contempló una inversión de US$ 450 millones y tiene una capacidad instalada para producir 800.000 m3 de paneles de madera al año.
En mayo de 2009 Arauco y la compañía sueca-finlandesa Stora Enso anunciaron un trato por € 253 millones que las haría una empresa conjunta con el mayor terrateniente (Arauco) en Uruguay. A principios de junio de 2014, la planta de Montes del Plata inició sus operaciones.
En septiembre de 2009, ARAUCO compró la empresa del estudio Brasileño Tafisa Brasil por un trato por US$227m.
Hoy en día la empresa más cotizada en la Bolsa de Valores de Chile.
Anunció en septiembre de 2022 que invertirá US$ 235 millones para la construcción de una planta de producción de MDF, en Michoacán, México.

## Estructura
Arauco distingue 4 áreas de negocios:
- Celulosa
- Madera, remanufactura y terciados
- Paneles
- Bioenergía

## Controversias

### Planta Valdivia
En 2004 se inauguró una planta en San José de la Mariquina, a pocos kilómetros de Valdivia, río arriba. Al ponerse en marcha la planta generó una gran demanda de mano de obra, lo que benefició principalmente a personas provenientes de otras regiones del país, sobre todo la VIII región, y a algunos de los lugareños. El Santuario de la naturaleza Carlos Anwandter, en el río Cruces sufrió la muerte y emigración de la mayoría de sus aves silvestres incluidos los emblemáticos cisnes de cuello negro. Al conocerse esta situación se generó una movilización ciudadana, que luego daría inicio a participación de los trabajadores contratistas, pero no tuvieron éxito. Un estudio de la Universidad Austral de Chile relacionó las emisiones de CELCO con la disminución de la cantidad de luchecillo (alimento de los cisnes) en el río, sin embargo, dos estudios realizados de manera independiente por la Universidad de Chile y la Pontificia Universidad Católica de Chile refutaron esta tesis.
La planta se vio obligada a cerrar varias veces por orden judicial, pues entre otros motivos tenía una producción mayor a la aprobada en el estudio de impacto ambiental.
En junio de 2007, consigue frenar, tras pagar $614 millones, la querella interpuesta por un grupo de operadores turísticos del río Cruces contra quienes resultaran responsables del daño ambiental ocasionado en 2004. En el documento notarial se indica que "ni la empresa, como tampoco ninguno de sus ejecutivos, directores, funcionarios ni personal, tienen responsabilidad alguna en el cambio ambiental (...) que afectara al río Cruces y santuario de la naturaleza y sus afluentes". El acuerdo contempla un aporte de $2 millones mensuales durante 3 años para apoyar actividades turísticas.
Hoy en día, la planta Valdivia sigue vertiendo efluentes tratados al Río Cruces y al Santuario de la Naturaleza y continúa en la búsqueda de otra vía de evacuación. Y aun cuando su primera opción se encuentra en la zona de la Bahía de Mehuín, CELCO ha encontrado la oposición permanente de las comunidades lafkenche y asociaciones pesqueras de la costa asociadas en el Comité de Defensa del Mar.

### Planta Licancel
En diciembre de 1999 la planta Licancel, ubicada en el camino a la costa de Curicó, Región del Maule, es acusada de provocar la muerte de centenares de peces al derramar desechos líquidos al río Mataquito. A inicios de junio de 2007 el hecho se repite, por lo que la autoridad sanitaria ordena su cierre por 30 días y la empresa despide a tres ejecutivos. Dos semanas después 200.000 litros de desechos industriales escapan de una cañería rota, de los cuales 50.000 alcanzan nuevamente el cauce del río. La empresa aduce una rotura accidental y opta por su paralización indefinida. Este nuevo derrame tóxico provoca la reacción inmediata del gobierno, que critica fuertemente a la empresa, y la protesta de los pescadores artesanales. La presidenta Bachelet indica que los costos del desastre deberán ser asumidos por los responsables. Celco estima que el solo cierre de la planta Licancel le significa pérdidas mensuales de US$ 4 millones.

## Otras plantas
Arauco posee además otras plantas de celulosa en Chile, en las comunas de Ránquil, Arauco y Constitución.
La planta de Nueva Aldea, Ránquil, cuenta con un ducto de efluentes conocido como "Emisario Nueva Aldea". Este vierte sus efluentes en la desembocadura del río Itata donde, gracias a las corrientes marinas, llegan al litoral del norte. Tras superar la objeción ciudadana y ayudados por estudios en conjunto con la Universidad de Concepción iniciaron el vertimiento de desechos ante la expectación de la comunidad cobquecurana y de la costa de Ñuble.